# Arthmail
Arthmail ou Arthfael  est un roi légendaire de l’île de Bretagne (actuelle Grande-Bretagne), dont l’« histoire » est rapportée par Geoffroy de Monmouth dans son Historia regum Britanniae (vers 1135).

## Contexte
Arthmail  [Arthfael] est le 18e des vingt cinq rois insérés par Geoffrey de Monmouth entre Katellus [Cadell] et Heli [Beli Mawr]. Il succède à son frère Bledgabred [Blegywryd] et il a comme successeur Eldol [Eidol] Le Brut y Brenhinedd, rapporte les mêmes informations en utilisant les noms de souverains entre [ ].

## Sources
- Geoffroy de Monmouth Histoire des rois de Bretagne, traduit et commenté par Laurence Mathey-Maille, Édition Les belles lettres, coll. « La roue à livres », Paris, 2004,  (ISBN 2-251-33917-5)
- (en) Peter Bartrum, A Welsh Classical Dictionary : People in History and Legend Up to about A.D. 1000, Aberystwyth, National Library of Wales, 1993, 649 p. (ISBN 978-0-907158-73-8), p. 28  ARTHFAEL (1). (Fictitious). (Second century B.C.)